# Primeira diáspora grega
A primeira diáspora grega foi um processo migratório, ocorrida por volta do século XII a.C., devido à onda de invasões dóricas na Grécia antiga, resultando na dispersão de povos gregos pelas bacias do Mar Mediterrâneo e do Mar Negro. Esse evento marcou o início da civilização micênica e  o aumento de populações da Grécia continental, exterminando os jônios e eólios, para os barcos-casa perto do Mar Egeu e para o interior da Ásia Menor, durante o período pré-homérico.